# Manuel Falcó y D'Adda
Manuel Falcó y D'Adda (Milán, 1828-Aranjuez, 1892) fue un político, terrateniente y diplomático español. Ostentó el título nobiliario de marqués de Almonacir, además de ser duque consorte de Fernán-Núñez.

## Biografía
Nacido el 26 de febrero de 1828 en Milán, Era hijo de Juan Falcó y Valcárcel, marqués de Castel-Rodrigo, y de Carolina d'Adda y Khevenhüller. Ocupó en varias ocasiones el cargo de concejal del Ayuntamiento de Madrid y fue comisario del parque del Retiro en los comienzos de la Restauración. Fue senador electivo de 1871 a 1873, de la Asamblea de 1873, y senador electivo en 1876, siempre por Madrid, para terminar convirtiéndose en senador vitalicio. Desde que se constituyó, fue parte del partido constitucional. Entre 1881 y 1883 fue embajador de España en París. Fue condecorado con el Toisón de Oro, gran cruz de Carlos III, de la Orden de Calatrava, de la Maestranza de Valencia, de la de San Mauricio y San Lázaro de Italia. Se le describió como «uno de los capitalistas que más y mejor fomentan la agricultura nacional». Fue duque consorte de Fernán-Núñez a raíz de su matrimonio el 14 de octubre de 1852 con María del Pilar Osorio y Gutiérrez de los Ríos, además de marqués de Almonacir. Falleció el 24 de mayo de 1892 en la finca de La Flamenca, en Aranjuez.